# Rapu-Rapu
Rapu-Rapu é um município de  terceira classe de renda municipal (d) na província Albay, nas Filipinas. De acordo com o censo de 1 de maio  de  2020 possui uma população de 36 151 pessoas e 7 929 domicílios.